# Communauté de communes du Pays du Camembert
Die Communauté de communes du Pays du Camembert ist ein ehemaliger französischer Gemeindeverband mit der Rechtsform einer Communauté de communes im Département Orne in der Region Normandie. Sie wurde am 10. November 2003 gegründet und umfasste 18 Gemeinden. Der Verwaltungssitz befand sich im Ort Vimoutiers.

## Historische Entwicklung
Mit Wirkung vom 1. Januar 2017 wurde der Gemeindeverband mit der Communauté de communes de la Région de Gacé und der Communauté de communes des Vallées du Merlerault zur Nachfolgeorganisation Communauté de communes des Vallées d’Auge et du Merlerault fusioniert.

## Ehemalige Mitgliedsgemeinden
1. Aubry-le-Panthou
2. Avernes-Saint-Gourgon
3. Le Bosc-Renoult
4. Camembert
5. Canapville
6. Les Champeaux
7. Champosoult
8. Crouttes
9. Fresnay-le-Samson
10. Guerquesalles
11. Pontchardon
12. Le Renouard
13. Roiville
14. Saint-Aubin-de-Bonneval
15. Saint-Germain-d’Aunay
16. Sap-en-Auge (Commune nouvelle)
17. Ticheville
18. Vimoutiers